# Rudolf Reichling
Rudolf Reichling (ur. 23 września 1924 w Zurychu, zm. 23 listopada 2014 w Stäfa) – szwajcarski wioślarz i polityk, srebrny medalista olimpijski.
Wystąpił na igrzyskach olimpijskich w Londynie w 1948 roku, gdzie osada Szwajcarii w składzie: Rudolf Reichling, Erich Schriever, Émile Knecht, Peter Stebler i André Moccand (sternik) wywalczyła srebrny medal w czwórkach ze sternikiem. W finale o 3 sekundy przegrali z osadą Stanów Zjednoczonych, a o 5,3 sekundy wyprzedzili Duńczyków. Był to jego jedyny start olimpijski. 
Ponadto wywalczył brązowy medal w ósemkach na mistrzostwach Europy w Lucernie (1947).
Kształcił się na Politechnice Federalnej w Zurychu, uzyskując dyplom z agronomii. W 1954 został radnym gminy Stäfa z ramienia Szwajcarskiej Partii Ludowej, a w latach 1971-1979 był członkiem rady kantonu Zurych. W latach 1975-1991 był członkiem Rady Narodowej, w tym w latach 1987-1988 pełnił funkcję prezydenta tego organu.